# Parker Lewis ne perd jamais
 (septembre 2017).
 (septembre 2017).
Si vous disposez d'ouvrages ou d'articles de référence ou si vous connaissez des sites web de qualité traitant du thème abordé ici, merci de compléter l'article en donnant les références utiles à sa vérifiabilité et en les liant à la section « Notes et références ».
Parker Lewis ne perd jamais (Parker Lewis Can't Lose) est une série télévisée américaine de 73 épisodes de 22 minutes environ, créée par Clyde Philips et Lon Diamond, et diffusée entre le 2 septembre 1990 et le 13 juin 1993 sur le réseau Fox.
En France, la série a été présentée à partir du 11 mai 1992 sur TF1, puis rediffusée, d'abord sur TF1 dans le Club Dorothée. À l'arrêt du Club Dorothée, la série est sur AB1, France 2 dans l'émission DKTV, puis sur Canal J et sur France 3 en 2004 dans TO3, RTL9, IDF1 et MCM.
Du 24 mai 2022 au 31 décembre 2023, l'intégralité de la série est disponible sur 6play.

## Synopsis
La série narre les aventures d'un groupe de trois amis du lycée Santo Domingo, composé de Parker Lewis, le chef de la bande, de Mikey Randall, le musicien, et de Jerry Steiner, l'intello. Ce trio entretient sa « cool attitude » au lycée. La surveillante générale du lycée, mademoiselle Musso, aidée de son assistant, Frank Lemmer, cherche à contrecarrer leurs plans. 
D'autres personnages apparaissent au fil des intrigues, comme les parents de Parker, sa sœur cadette Shelly, sa petite amie Annie ou un lycéen particulièrement imposant à la gloutonnerie insatiable nommé Larry Kubiak. À travers ces différents personnages sont évoqués divers problèmes de société spécifiques à l'adolescence : les relations entre garçons et filles, l'alcool, le harcèlement scolaire, les études, les élections, l'addiction aux jeux vidéo, les fêtes, etc.

## Distribution
- Corin Nemec (VF : Lionel Tua) : Parker Lewis
- Billy Jayne (VF : Mark Lesser) : Mikey Randall
- Troy Slaten (VF : Gilles Laurent) : Jerry Steiner
- Melanie Chartoff (VF : Anne Jolivet) : Grace Musso
- Maia Brewton (VF : Annabelle Roux) : Shelly Lewis
- Abraham Benrubi (VF : Alain Flick) : Francis Lawrence « Larry » Kubiac
- Taj Johnson (VF : William Coryn) : Frank Lemmer
- Harold Pruett : Brad Penny
- Jennifer Guthrie : Annie Sloan
- Timothy Stack (VF : Michel Lasorne) : Marty Lewis
- Mary Ellen Trainor & Anne Bloom : Judy Lewis
- Paul Johansson : Nick
- Gerrit Graham (VF : Henri Courseaux) : Norman Pankow
- John Pinette : Hank Kohler
- Christopher Neame :

## Personnages

### Personnages principaux
Parker LewisL'ami que tout le monde aimerait avoir au lycée. Réputé pour ses chemises excentriques et sa coupe de cheveux gonflée (pendant les deux premières saisons). Pas toujours sûr de lui et très régulièrement amoureux, il aime mener la vie dure à tous ceux qui l'empêchent de profiter pleinement du lycée. Son nom complet est Parker Lloyd Lewis, référence au producteur Lloyd Lewis.
Mikey RandallMeilleur ami de Parker. Rebelle solitaire à la rock 'n' roll attitude, c'est le plus instinctif du trio. Grand séducteur, il est un ami indéfectible et loyal. Il se voue corps et âme au rock, joue souvent de sa guitare (toujours branchée, même au sommet d'un arbre de 20 mètres) et se déplace régulièrement à moto. Il est souvent dans son monde, si bien que même Parker peine parfois à le suivre. Son père est parti, il ne reste plus que sa mère avec qui il ne vit plus. Il travaille à l'Atlas Diner pour payer son loyer.
Jerry SteinerArchétype du nerd. Dans les deux premières saisons, il porte un inséparable imperméable gris duquel il sort toutes sortes d'objets, souvent d'un volume invraisemblable (à la manière de l'inspecteur Gadget ou de Harpo Marx). Il a la fâcheuse habitude d'appeler ses camarades de classe « Monsieur », ce qui les énerve. Il développe au fil des épisodes une passion secrète et enflammée pour Shelly, la sœur de Parker. Tantôt timide et renfermé, parfois héroïque et décidé, il se distingue par une intelligence hors du commun, notamment dans les domaines scientifiques (multiples évocations de la NASA). Contrairement à l'archétype du bizut dans les séries américaines de la même époque, Jerry n'est pas un faire-valoir des deux héros, mais bel et bien un ami à part entière et un vecteur scénaristique à lui seul.
Shelly LewisPetite sœur de Parker. Elle se conduit comme une petite peste en manipulant ses parents, madame Musso et ses camarades, à son profit et au détriment de son frère. Malgré la haine qu'elle voue à son frère, il la protègera plusieurs fois au fil de la série. Elle passe progressivement de l'enfance insouciante à l'âge adolescent avec ses amours contrariées et ses amitiés plus ou moins sincères.
Grace MussoPrincipale/surveillante générale du lycée de Santo Domingo. Elle y a également étudié — ce qui explique sûrement son profond attachement à cet établissement — et y a apparemment côtoyé Judy et Marty Lewis, les parents de Parker. Elle termine presque systématiquement ses entretiens en claquant la porte de son bureau, ce qui brise la vitre. Obsédée par l'autorité, elle sait néanmoins être indulgente ou négocier habilement le salut de ses étudiants. Désespérément célibataire, elle a un faible pour les hommes aux grandes mains. Elle possède un double maléfique en la personne du proviseur Pankow, avec qui elle partage des fonctions administratives au niveau du rectorat. Elle est dotée du pouvoir du « pouce maléfique » : d'un seul geste, elle peut envoyer un de ses élèves en salle de retenue.
Frank LemmerFidèle bras droit et infatigable lèche-bottes de Musso, aux allures de vampire. Vêtu entièrement de noir, cheveux longs et noirs attachés en queue de cheval, il semble avoir une liaison télépathique avec la principale. Il paraît, de plus, être doté de pouvoir de téléportation. Il adore Richard Nixon et les revues de guerre. Il rêve également d'être recruté par la CIA. Au fil des épisodes, il développera une personnalité plus nuancée, notamment au niveau sentimental ; il disparaît à la fin de la saison 2.
Francis Lawrence « Larry » KubiacSon discours se résume, la plupart du temps, à « Manger maintenant » (« Eat now »). Plutôt gentil et passif d'ordinaire, il devient motivé, voire agressif, au sujet de la nourriture (par exemple, si l'on s'assoit sur le sac contenant son repas de midi). Il aime enfermer des bizuts dans les casiers. Si, au début de la série, Kubiac est présenté comme un géant brutal qui ne cherche qu'à martyriser ses camarades, son caractère évolue rapidement, le faisant apparaître de plus en plus sensible et humain au fil des épisodes.

### Personnages récurrents
Norman PankowPendant négatif de Grace Musso. Il est au départ le principal du lycée El Corrado, concurrent de Santo Domingo. Aussi épris d'autorité, il est néanmoins dénué de toute compassion et aussi calme que Musso est nerveuse, mais tous deux partagent une passion pour les plans machiavéliques, se jouant à tour de rôle des tours pendables. Féru d'escrime, de bonsaïs et d'hypnose. Il est affublé à partir de la saison 2 par le double négatif de Lemmer : Remmel, un élève noir, aux cheveux courts et peroxydés en blond, habillé en blanc.
Marty LewisPère de Parker et Shelly. Propriétaire d'un vidéo-club, soulignant par là même la filiation de la série avec le cinéma. Très cool, peu porté sur l'autorité, Marty Lewis laisse clairement présager l'avenir de son fils, davantage centré sur l'amitié que sur la réussite. Il a un sens de l'amitié développé, comme en témoignent les apparitions successives de ses anciens compagnons de Santo Domingo.
Judy LewisPlutôt calme et effacée, la mère de Parker et Shelly a néanmoins son caractère propre (elle décide, dans un épisode, de reprendre ses études). Ce qui la caractérise le mieux est son rôle de conciliateur familial ainsi que l'amour sincère et sans histoire qui l'unit à Marty, son mari depuis trente ans.
Nick ComstockArchétype du beau mâle arrivé de nulle part pour assurer la gérance de l'Atlas Diner au début de la seconde saison. Il ne survivra pas aux changements de la troisième saison. Néanmoins, ce personnage, représentant le grand frère ni adulte ni lycéen à qui on peut demander conseil (même Lemmer le sollicitera), apporte un peu de diversité dans la galerie de portraits : capable de réflexion d'une grande profondeur qu'il couronne d'une remarque parfaitement superficielle, ce joli cœur intervient souvent pour arranger les ennuis des personnages... sans réussir à gérer les siens. Son caractère de rebelle responsabilisé préfigure le futur de Mikey, qui d'ailleurs reprendra sa place par la suite. L'arrivée d'un tel étalon suscitant l'émoi des femmes jeunes et moins jeunes (de Shelly à Musso) coïncide avec une réorientation du récit vers des thématiques sentimentales, marquant une maturation par rapport aux péripéties fantaisistes qui caractérisaient le début de la série.
Brad PennyDans l'esprit des créateurs, il s'agit d'une sorte de mélange entre le beau gosse (Brad Pitt) et le musclé et dangereux Joe Penny qui mettait ses muscles en avant à la même époque. Il fait fantasmer Shelly et effraie Parker, qui le voit à la fois comme un rival potentiel et comme une menace physique.
Annie SloanApparaît lors de la deuxième saison. C'est la petite amie « sérieuse » de Parker, qui marque un tournant dans la série vers plus de maturité, tandis que le protagoniste renonce à la légèreté des conquêtes épiques et sans lendemain. Spécialiste du pop-corn sucré-salé qui arrache des grimaces aux parents Lewis, Annie est responsable, mûre et découvre en même temps que Parker les joies et les aléas d'une relation au long cours.
Hank KohlerAppelé « coach », apparaît durant la saison 3, comme gérant d'espaces verts. À la mort de sa mère, il hérite de suffisamment d'argent pour devenir propriétaire de l'Atlas Diner, son lieu de prédilection. Obsédé par Grace Musso, il n'est dans un premier temps qu'un contrepoint comique un peu caricatural qui évolue peu à peu, mais la série s'arrêtera avant que le personnage ait eu le temps de s'étoffer davantage.

## Guest stars

### Saison 1
- Milla Jovovich : épisode 1 : Robin Fecknowitz, une étudiante qui fait chavirer le cœur de Mikey ... et de Parker.
- Julie Condra : épisode 3 & 11 : Donna Sue Horton, une étudiante dont Parker est amoureux.
- Ziggy Marley : épisode 5 : dans son propre rôle, il conseille à Mikey d'abandonner son rêve de devenir une rock star.
- Robyn Lively : épisode 6 : Tracy Lee Summers, l'étudiante dont Parker souhaite qu'elle l'invite au bal.
- David Faustino : épisode 9 : l'étudiant de Polk High en classe de retenue[6].
- Andrea Elson : épisode 9 : Denise (en V.O.) / Agnès (en V.F.), la nièce de Grace Musso.
- Luke Edwards : épisode 12 : Steiner lorsqu'il était plus jeune.
- Ozzy Osbourne : épisode 14 : dans son propre rôle, agacé par l'admiration que lui porte Steiner : « Je commence à en avoir marre de ce type. Il m'appelle Monsieur. »
- Barbara Billingsley : épisode 16 : la mère de Grace Musso.
- Jerry Mathers : épisode 16 : le frère de Grace Musso.
- Weird Al Yankovic : épisode 18 : le pianiste qui joue As Time Goes By.
- Taime Downe : épisode 19 : l'homme qui a besoin de téléphoner / la rockstar qui rend sa pièce à Kubiac.
- Josh Lucas : épisode 21 : Evan, l'ex de Melissa.
- Donny Osmond: épisode 23 : dans son propre rôle.
- Josie Bissett : épisode 24
- Ray Walston : épisode 26

### Saison 2
- Kristin Dattilo : épisode 3 : Rita
- Vincent Schiavelli : épisode 4
- Shannon Tweed : épisode 5 : Sandy Mason
- Stacy Haiduk : épisode 6 : Claire
- Sonny Bono : épisode 6 : Colin David
- Cassandra Peterson : épisode 19
- Shannen Doherty : épisode 22
- Brian Austin Green : épisode 22
- Tori Spelling : épisode 22
- Ian Ziering : épisode 22
- Jennie Garth : épisode 22
- Luke Perry : épisode 22
- Gabrielle Carteris : épisode 22
- Jason Priestley : épisode 22

### Saison 3
- Brittany Murphy : épisode 3
- Earl Hindman : épisode 8
- Phil Hartman : épisode 9
- Scott Wolf : épisode 21

## Commentaires
Cette série est inspirée du film La Folle Journée de Ferris Bueller, dont le héros était interprété par Matthew Broderick.
Malgré son thème plutôt banal, cette série surprend par l'originalité de sa réalisation, évoquant les ressorts stylistiques de la bande dessinée ou du cartoon. Les personnages se métamorphosent au gré de leurs humeurs, et les objets et l’environnement se transforment selon les situations. Elle a connu un honorable succès dans les années 1990.
La série fait de nombreuses références au cinéma (Terminator, Quand Harry rencontre Sally, Casablanca...), aux modes contemporaines (la déferlante Madonna) et au dessin animé (notamment à l'humour corrosif et très imagé de Tex Avery – surtout dans la saison 1. Mouvements des personnages et des caméras, chutes, loufoqueries et non-sens) évoquent un hommage décalé à tous les arts, à l'image des cartoons Warner Bros de l'époque. On peut d'ailleurs noter des similitudes entre certains personnages de la série et des héros de ces dessins animés, comme Parker Lewis et Bugs Bunny, Larry et Spike le bouledogue de Tom et Jerry...).
De nombreux clins d'œil sont ainsi disséminés : répliques « culte », tableaux reconstitués ou apparents, tels le Cri d'Edvard Munch dans le bureau de Musso ou la reconstitution d'Oiseaux de nuit, fameux tableau d'Edward Hopper...
L'humour au second degré et la récurrence du comique de situation rendent la série accrocheuse : réparties cinglantes (notamment entre Parker et sa sœur), scènes loufoques (comme Lemmer sur le point de mettre un chat enragé dans une cage à souris), voire complètement décalées (comme les parents Lewis dansant devant leur fils en apprenant l'ouverture d'un nouveau magasin de vidéo qui risque de les ruiner).
Représentative d'une mentalité légère des adolescents, moquant les canons esthétiques des années 1990, Parker Lewis a su se révéler influent dans l'évolution comportementale des adolescents et des jeunes adultes durant cette période.[réf. nécessaire] D'ailleurs, contrairement aux séries de la même époque, auxquelles il est fait plusieurs fois allusion (notamment Beverly Hills 90210 et Sauvés par le gong), Parker Lewis pratique volontiers le second degré. Les personnages sont souvent amenés à se remettre en question, voire à se moquer d'eux-mêmes. C'est ce recul et l'humour intemporel qui assurent encore à la série un succès non démenti à ce jour, après 15 ans de rediffusions multiples.
En outre, son aspect cartoon a très probablement inspiré des séries aux ressorts visuels marqués, comme Ally McBeal et Scrubs.
La série a été arrêtée à l'issue de la saison 3, car les changements majeurs survenus durant celle-ci ont déplu : la série s'appelait désormais Parker Lewis et non plus Parker Lewis ne perd jamais comme dans les deux premières saisons. Les éléments de fantaisie scénaristique et stylistique ont été considérablement réduits : Parker ne portait plus ses chemises bariolées ni sa coupe de cheveux gonflée caractéristique, Jerry ne portait plus son indéboulonnable imperméable. Lemmer et Pankow ont disparu ainsi que Nick Comstock, tandis que les nouveaux personnages Kohler et Penny n'ont pas su séduire le public.

### Répliques emblématiques
Plusieurs formules et répliques récurrentes, associées à chaque personnage, ont marqué les esprits des spectateurs de la série.
- « Aucun problème » (« Not a problem ») : véritable devise et ligne de conduite de Parker Lewis, illustrant sa décontraction, mais la formule est souvent prononcée par antiphrase dans les situations les plus délicates.
- « Note pour plus tard... » (« Mental note ») : au fil de ses tribulations, Parker prend des « notes » mentales évoquées sous forme de monologue intérieur, notamment pour se souvenir de ne plus commettre certaines erreurs.
- « Synchronisation des montres » (« Synchronize watches ») : réplique lancée avant toute opération par Parker à ses deux acolytes, tandis que les trois amis alignent leurs poignets afin de vérifier leurs montres, ladite synchronisation étant requise pour optimiser le résultat de ces opérations délicates, méticuleusement organisées et chronométrées, dignes de Mission: Impossible.
- « Manger maintenant ? » (« Eat now? ») : phrase fétiche (et longtemps la seule) que prononce Larry Kubiac.
- « Mon frère est un homme mort ! » (« My brother is a dead man! ») : souvent embusquée afin d'espionner les faits et gestes de son frère, Shelly Lewis est souvent amenée à découvrir les plans que lui et ses amis élaborent, et annonce par cette phrase qu'ils vont avoir du fil à retordre.

## DVD
Studio Condor Certainement.
Saison 1 : Sortie le 24 juin 2016.
Saison 2 : Sortie le 21 septembre 2016.
Saison 3 : Sortie le 21 novembre 2016.
Coffret l'intégrale saison 1 à 3 : sortie le 21 novembre 2016.